# Turbicellepora coronopus
Turbicellepora coronopus är en mossdjursart som först beskrevs av Charles Thorold Wood 1844.  Turbicellepora coronopus ingår i släktet Turbicellepora och familjen Celleporidae. Inga underarter finns listade i Catalogue of Life.